# پریسکا آویتی آلکاراس
پریسکا آویتی آلکاراس (انگلیسی: Prisca Awiti Alcaraz؛ زادهٔ ۲۰ فوریهٔ ۱۹۹۶) جودوکار زن کنیایی-مکزیکی‌تبار اهل بریتانیا است.